# Істсайд Лос-Анджелес

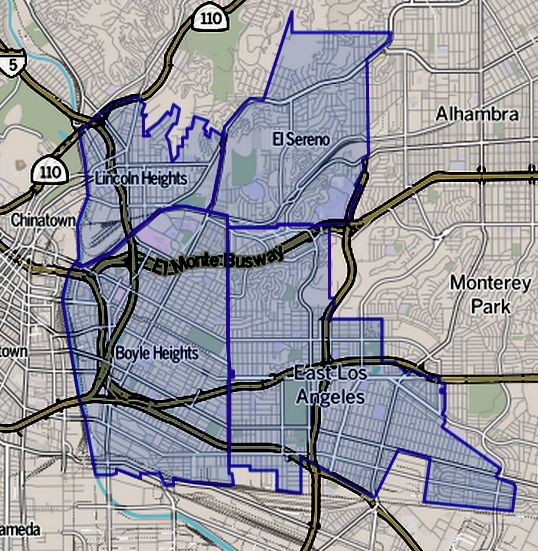
Східний Лос-Анджелес

Істсайд Лос-Анджелес (англ. Eastside Los Angeles) — міський регіон в окрузі Лос-Анджелес, Каліфорнія. До нього входять райони Лос-Анджелес-Сіті на схід від річки Лос-Анджелес, тобто Бойл-Гайтс, Ель-Серено та Лінкольн-Гайтс, а також некорпорований східний Лос-Анджелес.

## Історія

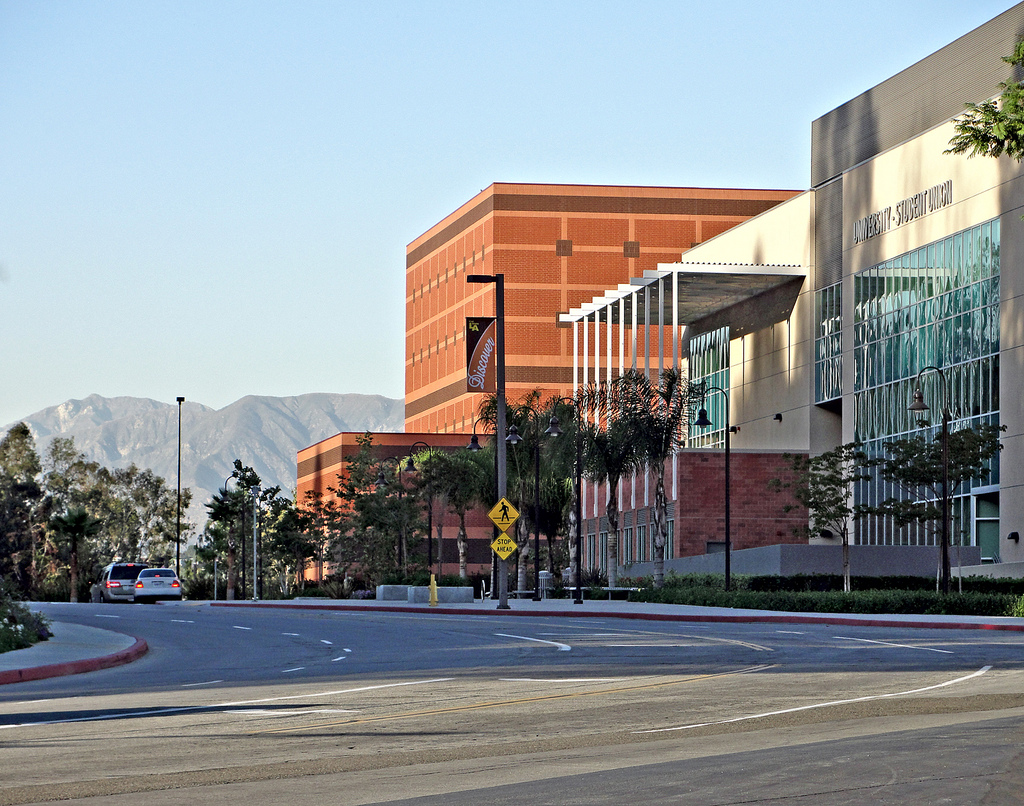
Каліфорнійський державний університет, східний Лос-Анджелес, 2010

Східний Лос-Анджелес був заснований у 1870 році Джоном Стротером Гріффіном (1816–1898), якого називали «батьком Східного Лос-Анджелеса». Кажуть, що він створив перше передмістя міста Лос-Анджелес у Лінкольн-Хайтс після того, як він придбав 2000 акрів ранчо за 1000 доларів і в 1870 році разом зі своїм племінником Хенкоком Джонсоном побудував на цьому місці будинки. Ця земля була ранчо під назвою La Rosa de Castilla, на східному березі річки Лос-Анджелес, займаючи безлюдні пагорби між Лос-Анджелесом і Пасаденою. Наприкінці 1874 року двоє чоловіків запропонували додаткові тридцять п’ять акрів, розділені на ділянки розміром 65x165 футів по 150 доларів США кожна. Вони запланували прокладку вулиць нинішньої громади Східного Лос-Анджелеса та подарували Іст-сайдський парк (теперішній Лінкольн-парк) місту Лос-Анджелес.
У проекті Mapping L.A. Лос-Анджелес Таймс Істсайд включає Бойл-Хайтс, Ель-Серено, Лінкольн-Хайтс і східний Лос-Анджелес.[5] Однак межі є предметом постійних дискусій і дебатів серед жителів Лос-Анджелеса.

## Населення та житло
Наступні дані стосуються кордонів Істсайду, встановлених Mapping L.A.:
У 2000 році на площі 20,66 квадратних миль регіону Істсайд проживало 286 222 людини, тобто 13 852 людини на квадратну милю. Околиці були «не особливо різноманітні» етнічно, з високим відсотком латиноамериканців. Етнічний розподіл був латиноамериканцем, 91,2%; азіати, 5,2%, білі, 2,3%; чорний 0,7% та інші 0,6%. Лише 5,1% жителів у віці 25 років і старше мали чотирирічну вищу освіту. Більше двох третин (66,8%) мешканців проживали у спільному житлі, а 33,2% були власниками житла.